# 陳逢顯
陳逢顯（1955年—），是台灣的毫芒藝術家，以創作米雕、微型書等微型作品聞名，曾到美州、歐洲、俄羅斯等地展覽，作品收藏於自有的毫芒雕刻博物館，國立故宮博物院及中央圖書館。

## 生平
陳逢顯從小便熱衷藝術創作，在小學戶外教學時參觀國立故宮博物院，看到清朝雕刻家陳祖章的作品雕橄欖核舟後深受啟發，就讀萬華國中時自學書法，就讀臺北市私立稻江高級商業職業學校廣告美術科，學習美術和工藝技法，尤其專精素描和油畫。服役期間，陳逢顯在營部協助文書工作、布告欄布置和製作道具，退伍後在1981年進入中央印製廠任職，負責雕刻印製鈔票的鋼板，陳逢顯對這項藝術感到震驚，並在工作期間練就雕刻工藝，當時他和西門町一家畫廊簽下合約，但陳逢顯在看到張杰、席德進等先進的畫作後自嘆弗如，便另闢蹊徑而在1981年開始鑽研毫芒藝術；此期間，他在下班並吃過晚餐後，於晚上8點至12點進行創作，退休之後則潛心投入。
在2007年的台北國際書展，俄羅斯微型書收藏家雅羅斯拉夫·科斯楚克（Yaroslav Kostyuk）受邀攜帶自己的收藏品來台，其中包括一本0.08公分的微型書。科斯楚克表示自己曾看過有關陳逢顯的報導，希望與他見面，陳逢顯得知後趕工製作0.05公分的俄文微型書，以示歡迎。科斯楚克大讚陳逢顯的奇技，兩人因此成為朋友，之後陳逢顯也受邀參加俄羅斯第一屆世界國際書法展，也曾到美洲、歐洲等地展覽。在創作之外，陳逢顯在1999年成立雕刻社推廣毫芒雕刻。
陳逢顯在1997年成立毫芒雕刻博物館，館址位於新北市新店區自宅二樓，其作品除了收藏在此博物館中，也收藏於國立故宮博物院和中央圖書館。他曾試圖以微型貓熊雕刻作品申報金氏世界紀錄，但卻被英國總部以「作品太小」為由拒絕受理，引起譁然。

## 作品
陳逢顯一年最多只能創作四件作品，投身創作四十餘年，其作品超過兩百件，類型包括微雕、微刻、微型書、微型畫、微塑和磚雕；創作工具包括放大鏡、雕刻刀、小毛筆、鋼針，光是放大鏡就有三十支；創作媒材包括昆蟲、沙粒、米粒、竹、木、玉石、緞帶花、針線、樹脂、陶瓷、金屬、指甲、火柴棒、芝麻、牙線等；藝術手法除雕刻以外，也包括書法、素描、油畫。
陳逢顯的作品題材多元，他會依據時事議題進行創作，例如在柯林頓-陸文斯基醜聞發生時，他在火柴棒上畫出比爾·柯林頓和莫妮卡·陸文斯基以示兩人「乾柴烈火」：2000年中華民國總統選舉時，他在米粒上繪製總統參選人；2013年時在米粒上繪製2012年中共十八屆一中全會被選為中共中央總書記的習近平；2016年時在米粒上繪製當選中華民國總統的蔡英文；2020年6月，以米雕創作在疫情期間因擔任國家衛生指揮中心中央流行疫情指揮中心指揮官而活躍的陳時中；同年8月，以米雕創作2020年美國總統選舉的兩位參選人，唐納·川普和喬·拜登。
陳逢顯也會依節慶或生肖進行創作，例如在母親節時，於縫衣針上寫孟郊的五言絕句《遊子吟》；在耶誕節時雕刻耶誕老人；2017年時在筆尖上雕刻三隻小狗以迎接狗年；在2018年底則耗費三個月雕刻三隻小豬；2019年時則耗費十個月時間，雕刻尺寸約1毫米的純金老鼠；2020年時耗費六個月時間，以黃金雕刻三組台灣水牛作品，象徵台灣人工作勤勉耐勞。陳逢顯的作品題材也涵蓋流行文化，例如他曾模仿小龍女在蜜蜂翅膀上寫下「我在絕情谷底」，也在牙籤上雕刻唐老鴨、米老鼠等角色。
在微型書部分，陳逢顯創作以台灣特色人文景觀為主題的《台灣詩集》，書中的詩作是他邀請當代台灣詩人所創作。他曾製作過《小王子》、《桃太郎》、《白雪公主》等世界名著，因此受到美聯社、法新社、路透社等媒體關注。在創作《唐詩三百首》時，他耗時兩年時間完成鋼板書，之後用一根狼毫沾墨書寫，完成長、寬各0.9公分、重0.35公克的手工書，該書每頁寫有四首唐詩，共一萬多字。